# Berg- und Talbahn

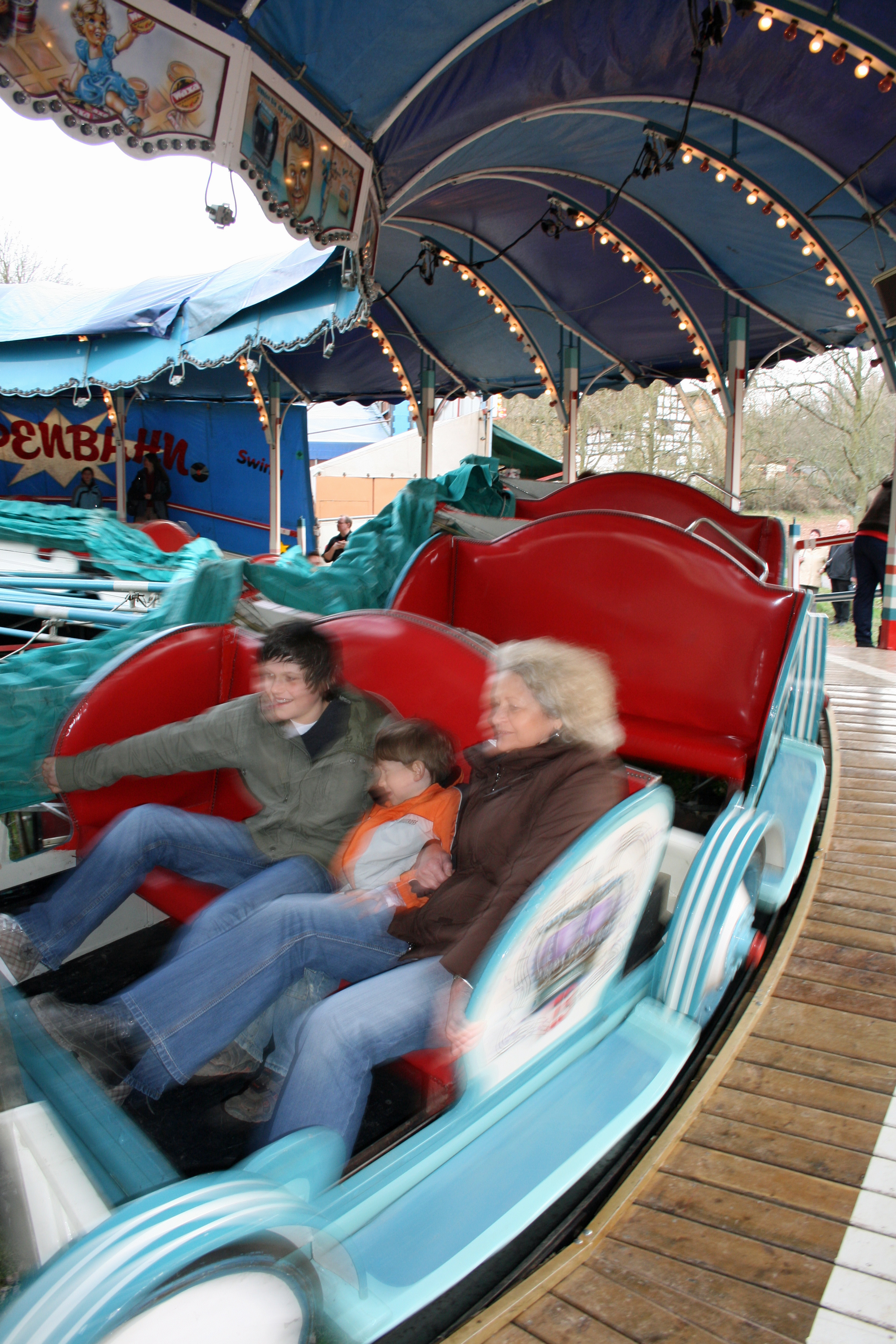
Älteste noch reisende Raupenbahn Deutschlands aus dem Jahre 1926

Eine Berg- und Talbahn (auch „Schnee-Circus“, „Musik Express“, „Schmetterlingsbahn“, „Jaguar Bahn“ oder „Raupe“) ist ein Fahrgeschäft, das vorwiegend auf Volksfesten zu finden ist. Diese seit 1890 existierende Weiterentwicklung des Karussells hat sich als Fahrgeschäftstyp erhalten.

## Entwicklungsgeschichte und Technik
Zunächst fuhren die Wagen auf Gleisen über mehrere Erhebungen, also über „Berg und Tal“. Diese Konstruktion war anfällig für Entgleisungen, weshalb die Ausleger später zentral befestigt wurden und mit einem Rad am äußeren Ende auf einem umlaufenden Schienenkranz liefen. 
Jede Gondel ist mit Sitzplätzen für zwei bis drei Personen ausgestattet. Ursprünglich wurden die Gondelelemente und das Podium dieser Geschäfte aus Holz gefertigt. Moderne Anlagen verwenden vermehrt Metall und Glasfaserkunststoffe als Material. Einzelne Anlagen verwenden auch „Bobs“ als Gondeln, hier sind die Sitzplätze hintereinander angeordnet.
Der Antrieb findet in seltenen Fällen zentral statt, meist jedoch über vier sternförmig angeordnete Motoren, die an den Auslegern hängen und über Keilriemen die Kraft weitergeben. Zentral im Fahrgeschäft befinden sich elektrische Schleifkontakte für diese Motoren sowie für die Ausleger- und Gondelbeleuchtung.
Da in den Jahren um und während des Ersten Weltkrieges die Entwicklung von Fahrgeschäften weitgehend stillstand, kamen erst ab Mitte der 1920er Jahre Weiterentwicklungen der Berg- und Talbahnen auf: So wurde die erste Raupe, bei der sich während der Fahrt ein Stoffverdeck um die Fahrgäste stülpt und so der Bahn das Aussehen einer Schmetterlingsraupe verleiht, im Jahr 1925 eingeführt.
In den 1960er Jahren trugen diese Bahnen auch Namen wie Cortinabahn bzw. Squaw-Valley-Bahn. Viele dieser Fahrgeschäfte hatten auch temporär zuschaltbare Falt-Verdecke.

## Musik Express

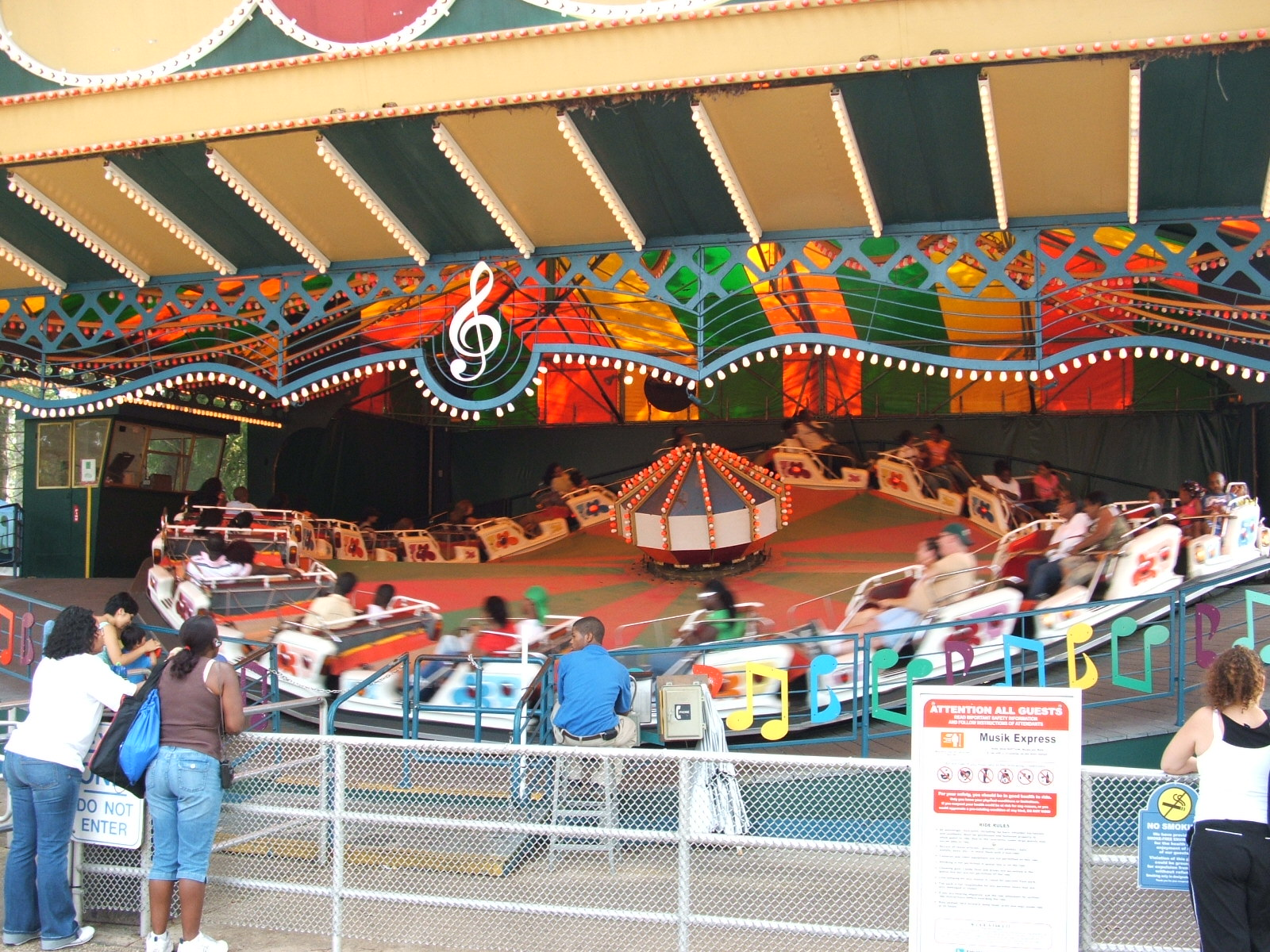
Musik Express

Der bekannte Typ „Musik Express“ wurde ursprünglich von der Firma MACK Rides GmbH & Co KG aus Waldkirch hergestellt, heute sind aber Weiterentwicklungen erhältlich in verschiedenen Versionen aus verschiedenen Ländern.
Der Musik Express zählt zu den meistgebauten Fahrgeschäften im europäischen Raum. Er wird meist per Zwei-Säulen-Hydrauliksystem aufgebaut, auf dem das komplette Dach mit Plafond montiert ist. Für den Transport der Anlagen sind in aller Regel zwei bis drei Transporte notwendig.